# Dagon (kort verhaal)

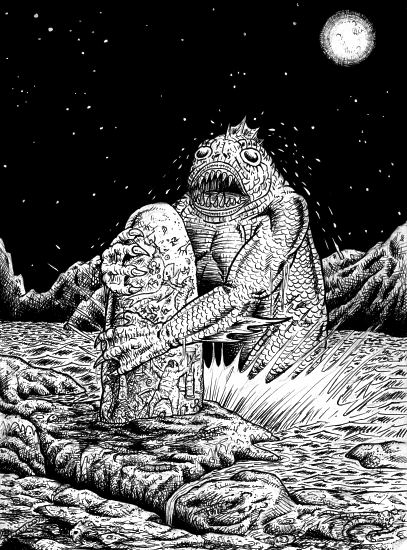

Dagon is een horror/kort verhaal geschreven door de Amerikaanse schrijver H. P. Lovecraft. Het was een van de eerste verhalen die Lovecraft als volwassene schreef. Het verhaal werd voor het eerst gepubliceerd in het november 1919-nummer van het tijdschrift The Vagrant.

## Synopsis
Het verhaal is geschreven als het testament van een aan morfine verslaafde en door nachtmerries geplaagde man, die na het voltooien van zijn verhaal van plan is zelfmoord te plegen. In het testament blikt hij terug op een incident van toen hij tijdens de Eerste Wereldoorlog op een vrachtschip werkte.
Het schip waar de verteller op werkt, wordt in een doorgaans verlaten stuk van de Grote Oceaan geënterd door een Duits oorlogsschip. De verteller kan ontsnappen in een reddingsboot en drijft nadien doelloos op zee rond. Wanneer hij na een nacht wakker wordt, blijkt zijn boot om de een of andere reden opeens op een eiland van zwarte rots te liggen en is in de wijde omtrek geen zee meer te zien. Het eiland ligt vol karkassen van dode vissen en wezens die de verteller niet kan identificeren. De verteller concludeert dat het eiland mogelijk pas geleden uit zee moet zijn verrezen en gaat op onderzoek uit .
Na twee dagen bereikt hij een kloof, met daarin een groot wit voorwerp dat bij nader onderzoek een enorme monoliet blijkt te zijn die overduidelijk door iets of iemand gemaakt moet zijn. Op de monoliet staan voor de verteller onbekende hiërogliefen die grotendeels zeewezens uitbeelden. Verder staan er beeltenissen op van vreemde mens/vis-hybriden.
Naast de monoliet bevindt zich een kanaal gevuld met water. Terwijl de verteller nog naar de monoliet staat te kijken, komt er een monsterlijk wezen uit het water omhoog. In paniek vlucht de verteller terug naar zijn boot, maar verliest daar het bewustzijn. Wanneer hij bijkomt, drijft zijn boot weer op zee en herinnert hij zich nog vaag iets van een storm. Hij wordt kort hierop gered door een ander schip. Niemand anders heeft het zwarte eiland gezien en de verteller houdt zijn verhaal maar voor zich. Het beeld van het wezen dat de verteller gezien heeft blijft door zijn hoofd spoken en de verteller vreest voor de toekomst van de mensheid. De morfine is het enige dat hem wat kan kalmeren, maar nu dat niet meer voorradig is ziet hij geen andere keus dan zijn leven te beëindigen.

## Inspiratie
Nadat W. Paul Cook, redacteur van The Vagrant, in 1917 Lovecrafts verhalen die hij in zijn tienertijd had geschreven las, spoorde hij hem aan om het schrijverswerk weer op te pakken. Die zomer schreef Lovecraft voor hem de verhalen The Tomb en Dagon.
Het verhaal Dagon was deels geïnspireerd op een van Lovecrafts eigen nachtmerries. Volgens criticus William Fulwiler had Lovecraft zich mogelijk ook laten inspireren door Irvin S. Cobbs Fishhead, een verhaal over een vreemde visachtige man. Fulwiler legde tevens een link met Edgar Rice Burroughs' At the Earth's Core (1914).
In het verhaal wordt onder andere over de Piltdown-mens gesproken, waarvan destijds nog niet bekend was dat het een hoax betrof.

## Cthulhu Mythos
Dagon wordt doorgaans niet tot de Cthulhu Mythos gerekend, maar is wel het eerste verhaal van Lovecraft waarin hij een godheid ten tonele voert. Het wezen dat de verteller tegenkomt op het eiland wordt vaak gezien als de god Dagon, hoewel het wezen in het verhaal zelf niet rechtstreeks bij die naam wordt genoemd. Bovendien lijkt het wezen meer op slechts één exemplaar van een heel ras van soortgelijke wezens dan op een individuele godheid.
Dagon vertoont in meerdere opzichten overeenkomsten met Lovecrafts latere verhaal De Roep van Cthulhu. In beide zorgt een vulkanische uitbarsting ervoor dat een miljoenen jaren verzonken eiland met daarop een gruwelijk wezen tijdelijk weer boven komt. Beide verhalen worden verteld door een zeeman die op zee gered wordt en het wezen met eigen ogen gezien heeft. In beide verhalen is de verteller van mening dat hij niet lang meer zal leven vanwege de kennis die hij nu bezit. In De Roep van Cthulhu gaat een van de krantenartikelen die door Professor Angell wordt bestudeerd over een man die zelfmoord gepleegd heeft door uit het raam te springen. Dit is mogelijk een verwijzing naar het uiteindelijke lot van de verteller uit Dagon.
De naam Dagon komt ook terug in het verhaal The Shadow Over Innsmouth, waarin hij wordt omschreven als de god van zeewezens genaamd de Deep Ones.

## Bewerkingen
- In 2000 verscheen de film Dagon, die gebaseerd is op zowel dit verhaal als op The Shadow Over Innsmouth.
- In 2008 maakte Marvel Comics een stripversie van Dagon als onderdeel van de reeks Haunt of Horror.
- Dagon komt voor in het spel Call of Cthulhu: Dark Corners of the Earth.